# Kanton Zug
Kanton Zug er en kanton i Schweiz. Hovedstaden hedder Zug ligesom kantonen. Mod nord grænser kantonen Zug mod Zürich, mod syd til Schwyz, mod sydvest til Luzern og mod vest til Aargau.
Zug var et de otte områder, der sluttede sig til det schweiziske edsforbund inden 1353.
- Wikimedia Commons har flere filer relateret til Kanton Zug

47°09′53″N 8°32′53″Ø / 47.1648°N 8.548°Ø